# Senecio erucifolius
Senecio erucifolius es una especie herbácea de la familia de las asteráceas.

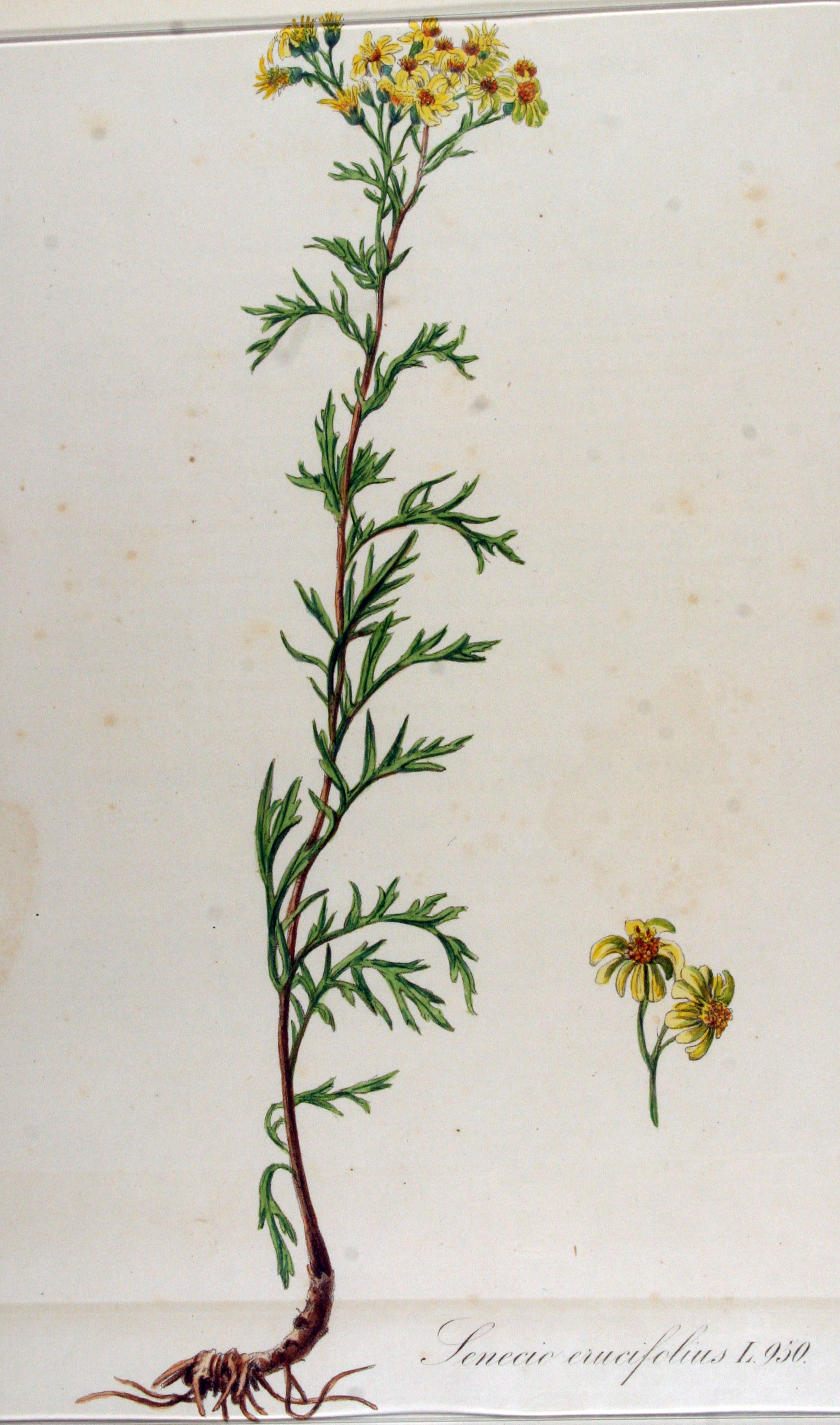
Ilustración de Flora Batava

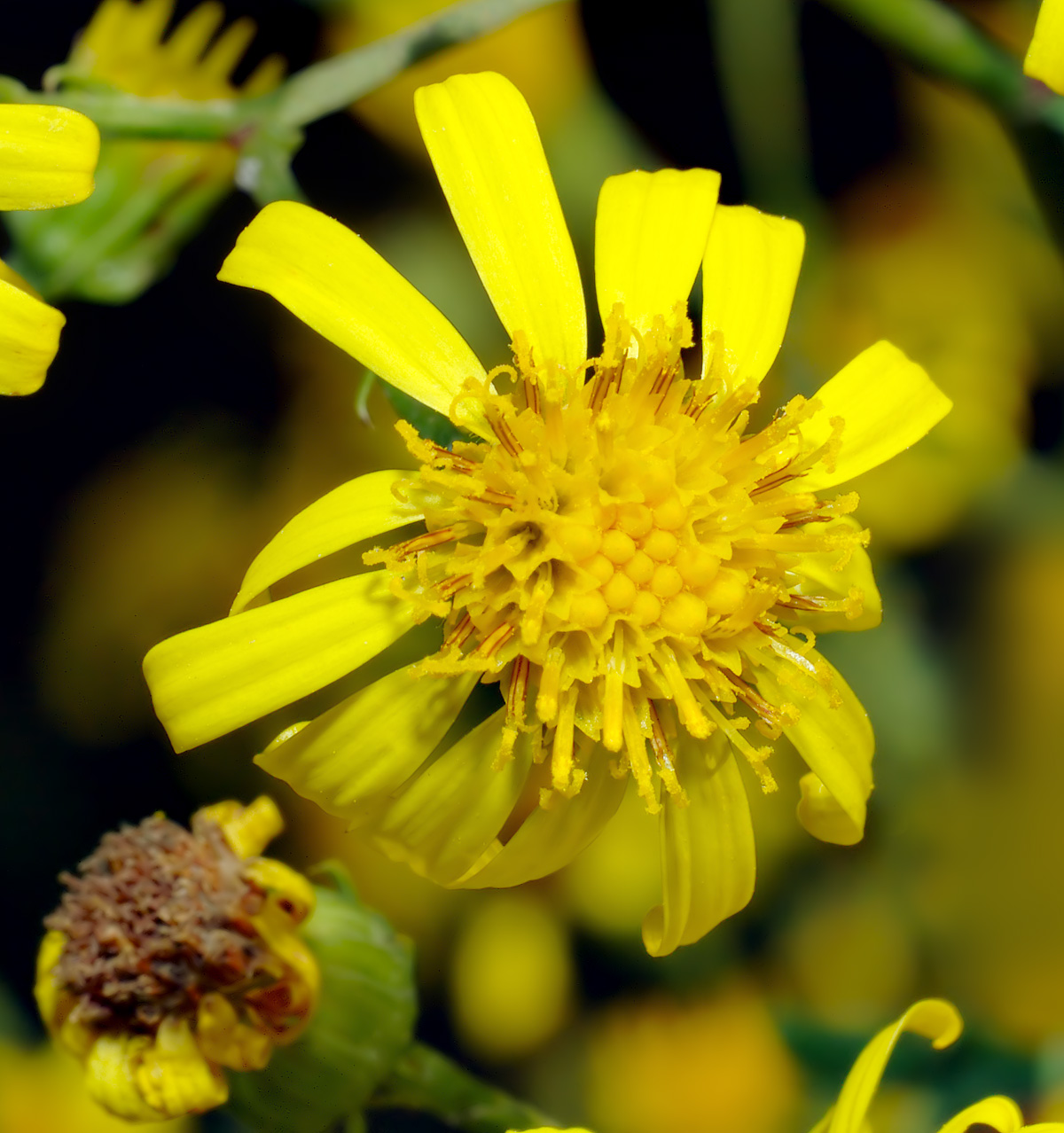
Detalle de la flor

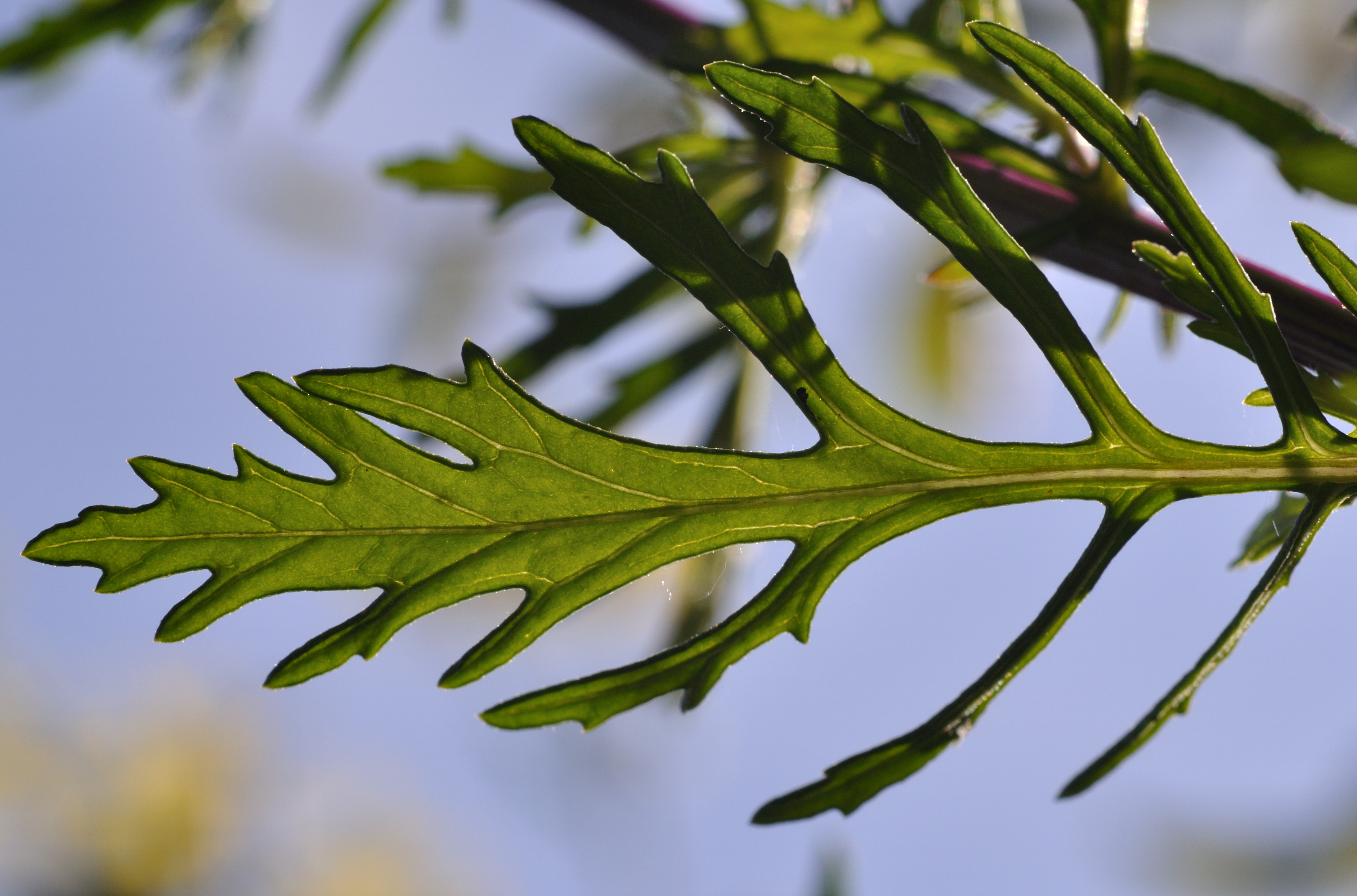
Detalle de la hoja

## Descripción
Planta parecida a Senecio jacobaea por la inflorescencia, se distingue por sus hojas más profundamente divididas en lóbulos lineares, casi redondos, curvados, como leznas. Derecha, robusta, perenne, muy ramificada, de 1,5 m de altura en condiciones favorables, muchos capítulos amarillo dorados. Olor desagradable. Capítulos de 0,5 a 2,5 cm de diámetro, con 13 lígulas amarillas, con limbo oval ablongo y ápice retuso, nervio medio convexo o acanalado, se enrollan sobre el receptáculo. Flósculos más dorados. Vilano con varias filas. Fruto cilíndrico con costillas, de color negro marrón. Involucro en forma de copa con una fila de brácteas verdosas, lineares y puntiagudas, margen verde balnquecino, se retraen sobre el pedicelo al caer la lígulas y el vilano. Sobre el pedicelo hay de 3 a 5 brácteas apenas visiles. Ramilletes  ramificados en corimbos de 2 o 3 capítulos. Las hojas recuerdan a ciertos líquenes, algo más verdosas, grisáceas o verde azuladas, con algo de vello. Dos veces divididas, pinnatífidas, en lóbulos lineares o con márgenes enrollados, casi cilíndricos, carnosos, muy agudos y pofundos. Las superiores rodean al tallo en su base con dos alas igualmente divididas en lóbulos alargados y casi cilíndricos. Tallos muy rígidos, casi leñosos en la base, con polvillo blanco grisáceo, de color púrpura suave los principales, rayados suavemente con tendencia a sección poligonal o prismática, huecos. Raíces con estolones. Contiene alcaloides, venenosa para el ganado.

## Distribución y hábitat
En Europa. En España en Castilla y León. Vive en arcenes, bordes, cultivos abandonados, cascajeras. florece desde mediados de primavera hasta finales de verano.

## Taxonomía
Senecio erucifolius fue descrita por  Carlos Linneo y publicado en Flora Suecica, Editio Secunda Aucta et Emendata 291. 1755.
Etimología
Ver: Senecio
Sinonimia
- Jacobaea erucifolia (L.) P. Gaertn., B. Mey. & Scherb.[3]

## Nombres comunes
- Castellano: azuzón, cachapetes, sacapeos, sacaprada, senecio, suzón.[4]